# 解集镇
解集镇，原为解集乡，是中华人民共和国安徽省宿州市埇桥区下辖的一个乡镇级行政单位。2021年12月撤乡设镇。

## 行政区划
解集镇下辖以下地区：
解集村、龙山村、桥桂村、马台村、大灵山村、宣扬村、柳源村、张山村、清泉村、云光村、贡山村、鲁营村和黄林村。